# Prunus tatsienensis
Prunus tatsienensis — вид квіткових рослин з родини трояндових (Rosaceae). Ареал охоплює такі країни: Китай.

## Середовище
Росте в лісах на висоті від 900 до 2600 метрів. Основними загрозами для цього виду є вирубка лісів та руйнування середовища існування через перетворення на сільськогосподарські угіддя та плантації. У місцевих районах деяким субпопуляціям загрожує забудова доріг і туризм.

## Морфологічний опис
Це кущ або дерево заввишки від 2 до 5 метрів.